# Herb Dieburga

Herb Dieburga

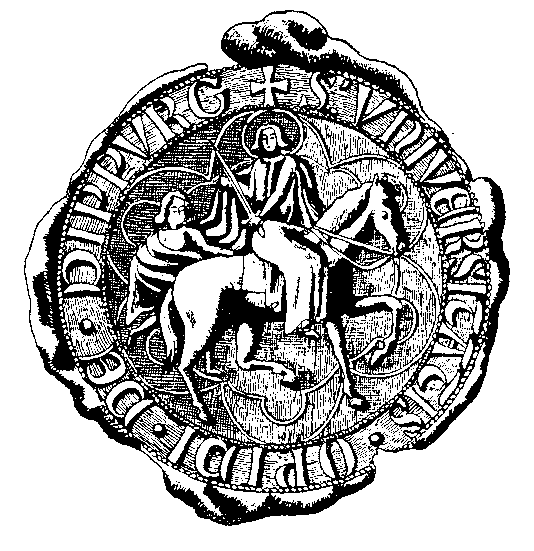
Dawna pieczęć Dieburga

Herb Dieburga  stanowi w polu niebieskim siedząca na białym koniu postać świętego Marcina lewą ręką przecinającego swój czerwony płaszcz. Koń z uniesioną lewą, przednią nogą stąpa w heraldycznie lewą stronę, święty Marcin odwraca się w stronę prawą. Pod koniem klęczy na ziemi, zwrócony w prawą stronę, półnagi żebrak z wyciągniętymi w górę rękoma. Głowę świętego otacza złoty nimb.
Postać świętego nawiązuje do patrona miasta i występowała już na najstarszych pieczęciach miejskich.
Herb został oficjalnie nadany w 1952 roku.